# Knotengewichteter Graph

Ein knotengewichteter Graph kann benutzt werden, um Höhenmeter in einem diskreten Höhenfeld zu berechnen.

Als knotengewichteten Graph bezeichnet man in der Graphentheorie einen Graphen, dessen Knoten ein Knotengewicht in Form einer reellen Zahl zugeordnet wird. Ein Graph, dessen Kanten gewichtet sind, heißt kantengewichteter Graph.
Zu einem knotengewichteten Graphen gehört also neben der Angabe der Knoten- und Kantenmenge auch die Angabe einer Funktion, die von den Knoten in die Menge der reellen Zahlen abbildet.